# West Silvertown (DLR)

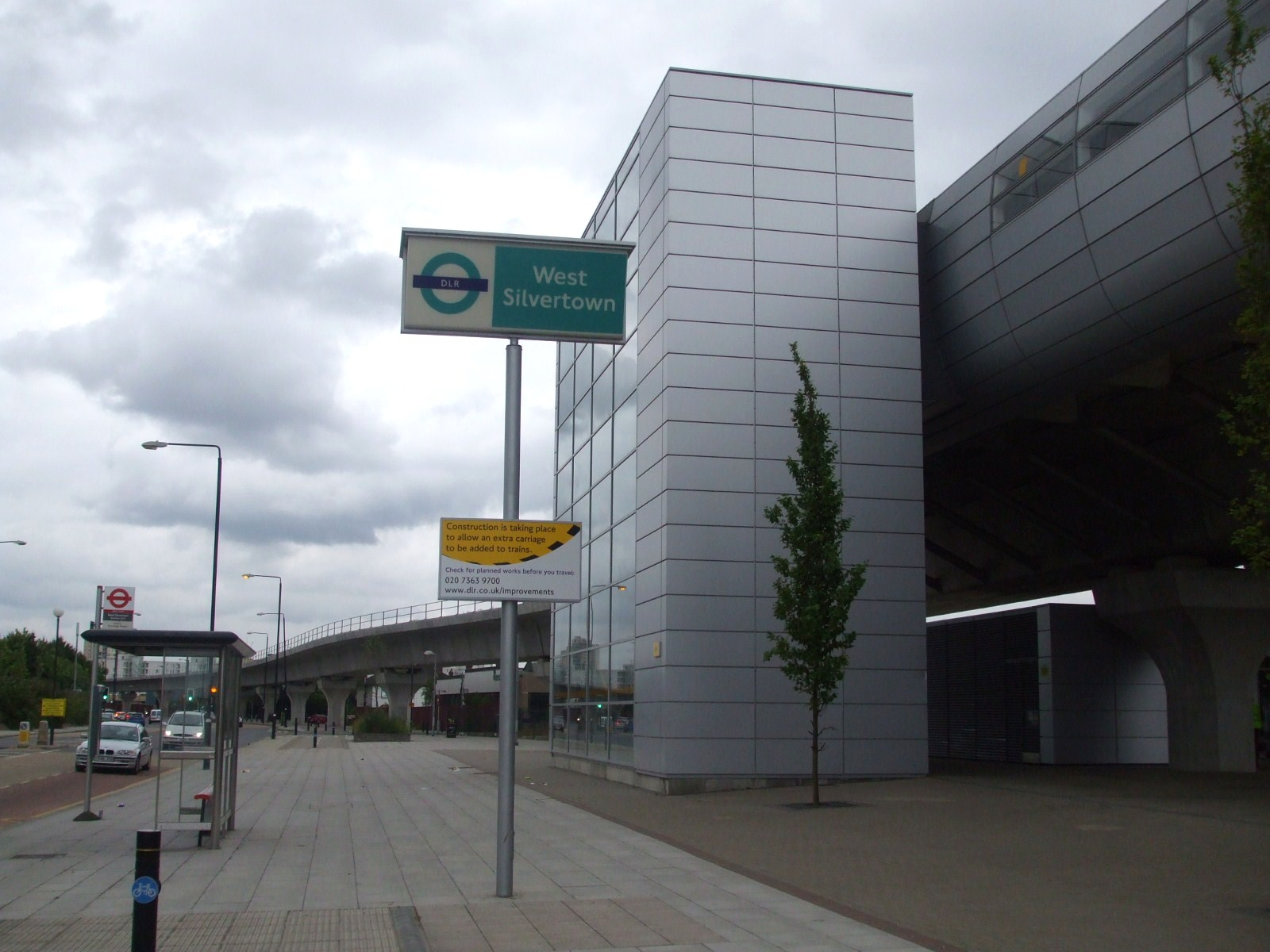
Nordeingang der Station

West Silvertown ist eine Station der Docklands Light Railway (DLR) im Londoner Stadtbezirk Newham. Sie liegt in der Travelcard-Tarifzone 3 an der North Woolwich Road im Stadtteil Silvertown.
Die Station befindet sich, der typischen Bauweise der DLR folgend, erhöht auf einem Viadukt und ist von der Straße aus über Treppen und Aufzüge erreichbar. Nördlich der Station, am Royal Victoria Dock, entstand zu Beginn des 21. Jahrhunderts das neue Wohnviertel Britannia Village. Die Gegend südlich der Station, entlang der Themse, ist teilweise noch von Industriebrachen geprägt. Hier soll rund um den bereits bestehenden Lyle Park ein weiteres Wohnviertel namens Peruvian Wharf mit über 1500 Wohnungen entstehen.
Eröffnet wurde die Station am 2. Dezember 2005, zusammen mit der Zweigstrecke zwischen Canning Town und King George V. Nordwestlich von West Silvertown ist eine zusätzliche Station namens Thames Wharf geplant, der mögliche Baubeginn hängt aber vom Planungsstand weiterer Stadtentwicklungsprojekte ab.